# Esquei d'en Pujol
L'Esquei d'en Pujol és una muntanya de 400 metres que es troba al municipi de La Cellera de Ter, a la comarca de la Selva.